# Covenant (Halo)
De Covenant is een militaire alliantie van meerdere alienrassen die een van de grootste antagonist is in het Halo universum. De Covenant bestaat uit verschillende rassen die verbonden zijn door hun religie gebaseerd op de Forerunners en het geloof dat de ringwerelden bekend als Halo's hen naar verlossing (The Great Journey) zullen leiden. Nadat de leiders, de High Prophets, de mens als een belediging voor goden verklaard, begint de Covenant met een lange genocide gericht tegen de mensheid.
De Covenant werd geïntroduceerd in het computerspel Halo: Combat Evolved als vijanden die de Master Chief, gespeeld door de speler, opjagen. Niet wetend dat de Halo-ringen zijn gemaakt als massavernietigingswapens in plaats van verlossing, probeert de Covenenant drie keer in de serie om de ringen te activeren. Hierdoor hebben ze een parasiet losgelaten, genaamd de Flood.
Nadat de Brutes de plek van de Elites hebben ingenomen, ontstaan er twee facties: de Covenant Loyaltists en de Covenant Seperatists. De Covenant Seperatists sluiten zich aan bij de mensen en de Covenant Loyaltists blijven vechten voor hun verlossing.
Om de rassen uit de Covenant te tekenen, haalden de leden van Bungie inspiratie van reptielen, beren en vogels.

## Rassen
Er bestaan binnen de Covenant acht verschillende rassen. De Grunts, Prophets, Jackels, Drones, Brutes, Engineers, Elites en Hunters. Elke soort heeft ook een naam in hun eigen taal en een wetenschappelijke naam gekregen net zoals echte diersoorten, bijvoorbeeld de Grunts hebben de naam Unggoy en de wetenschappelijke naam "Monachus frigus".

### Prophets
Prophets (San 'Shyuum) zijn de leiders van de Covenant. Deze soort is schaars. Per regeerperiode zijn er drie Prophets. Tijdens de videospellenserie leven de Prophet of Regret (profeet van spijt), Prophet of Mercy (profeet van genade) en de Prophet of Truth (profeet van waarheid). Regret wordt door de Master Chief in Halo 2 gedood, Mercy door de Flood in Halo 2 en Truth door de Arbiter in Halo 3.

### Elites
Elites (Sangheili) zijn een ras van aliens die rond de 2,6 meter groot worden. Hun bek bestaat uit vier losse kaken. Eén Elite kan gemakkelijk drie mensen aan. Elites zijn de elitesoldaten van de Covenant en leiden meestal een groep Grunts of andere Elites in lagere rang. Hun bepantsering kan verschillende kleuren hebben, naarmate ze in rang stijgen. Meestal dragen elites als wapen een energy sword of een plasma rifle.

### Grunts
Grunts (Unggoy) zijn de standaard infanterie van de Covenant. Ze zijn zeer gedisciplineerd, maar als ze moeten vechten tegen een veel sterkere vijand, zijn ze geneigd om snel weg te rennen. Alleen zijn ze makkelijk te doden door een mens, maar in een groep kunnen ze een grote bedreiging vormen.

### Drones
Drones (Yanme'e) zijn de vliegende infanterie van de Covenant. Drones leven in zwermen (net zoals bijvoorbeeld Bijen) en hebben veel karakteristieke eigenschappen van insecten. Omdat ze kunnen vliegen zijn ze een uitstekend strategisch wapen tegen vijandelijke infanterie.

### Jackals
Jackals (Kig-yar) zijn fysiek minder sterk dan andere rassen uit de Covenant, maar worden vooral gebruikt als scherpschutters door hun goede zicht. Vaak hebben Jackals een persoonlijk Energy Shield, om zichzelf te beschermen.
Ze hebben meestal een plasmapistool als wapen.

#### Skirmishers
Skirmishers (T'vaoan) zijn ook jackals, maar een sterkere variant. In tegenstelling tot hun zwakkere broertjes, worden de Skirmishers ingezet als aanvalstroepen en om vijanden te flanken.
Net zoals de Jackals dragen Skirmishers een plasmapistool als standaard wapen, soms dragen ze ook een naaldgeweer.

### Brutes
Brutes (Jiralhanae) zijn aapachtige, sterke infanterie. Brutes vechten in "Packs" waarbinnen er één kapitein zit. Brutes zijn gigantisch sterk, gevaarlijk en hebben een reputatie om agressief te zijn. De Brutes hebben één Chieftain. Tijdens de videospellenserie is dit Tartarus. Dragen verschillende wapens, meestal spijkergeweren of "gravity hammers".

### Hunters
Hunters (Mgalekgolo) bestaan uit wormachtige dieren, genaamd lekgolo, die samen een dierlijke vorm aannemen. In deze vorm zijn ze ongeveer drie tot vier meter groot en zijn ze het sterkste en meest veerkrachtige ras uit de Covenant. Aan hun linkerarm zit een groot schild om achter te schuilen. Ingebouwd in hun rechterarm zit een Fuel Rod Gun, waarmee ze het meest effectief zijn tegen grote groepen vijanden en voertuigen.

### Engineers
Engineers (Huragok) zijn de ondersteunende eenheden van de Covenant. Ze dragen geen wapens en kunnen dus ook niet aanvallen, maar zijn in staat om hun teammaten een sterk schild te geven. Engineers dragen vaak een helm op hun kleine hoofd.